# Ватиканска банка
Институт за верске послове (итал. Istituto per le Opere di Religione) или Ватиканска банка је институција Римокатоличке цркве која обавља функције банке и налази се у Ватикану. Институт је основан 27. јуна 1942. године када је на челу Римокатоличке цркве био папа Пије XII. Институт је под управом и надзором Кардиналске комисије и лично папе.
Према статуту, овај институт је основан у циљу прикупљања и управљања ресурсима који припадају верским агенцијама Римокатоличке цркве. Институт за верске послове омогућава корпорацијама креираним у верске сврхе, да прикупљају и улажу средства прикупљена од стране својих дародаваца, поверљиво и без плаћања пореза.
Подаци о активностима и финансијском положају Института практично су потпуно тајни. Институт располаже значајним инвестицијама у банкарству и трговини у Италији и широм света. Током владавине папе Јована Павла II спроведене су значајне реформе.
У последњих неколико деценија Институт је био укључен у више скандала. Године 1982. у афери везаној за пропаст Банке Амброзијано показало се да је њен главни дионичар био управо Институт.
У септембру 2010. године, када је финансијска полиција Италије утврдила да на рачуну банке Кредита Артигиано 23 милиона евра припада Институту, а директор Института Еторе Готи Тедески је ухапшен као и генерални директор Паоло Киприани под оптужбама за прање новца.
Институт се, такође, повезује са Усташким покретом из Другог светског рата и операцијом пацовских канала којима су усташе пребациване у Јужну Америку. Преживјели логораши, Срби, Јевреји и Роми, заједно са Украјинцима, родбином и организацијама које представљају 300.000 жртава холокауста и њихове потомке, у новембру 1999. године пред Савезним судом у Сан Франциску покренули су судски поступак Алперин против Ватиканске банке. Поступак је покренут против Ватиканске банке за прикривање „богатства које су хрватски нацисти опљачкали од жртава у концентрационим логорима, од Срба, Јевреја, Рома“, те за прикривање блага које су нацисти опљачкали од тадашњих грађана Совјетског Савеза (Украјине, Белорусије и Русије) у периоду од 1941. до 1945. године.